# 志計礼辺山
志計礼辺山（しけれべやま）は、北海道の川上郡弟子屈町にある標高581mの山である。

## 概要
阿寒知床火山列を形成す一峰で、弟子屈町・標茶町の境界線が通る尾根上にある日永山から弟子屈町側に伸びた尾根の先端部に位置する。
かつては「シケレベンベツエヤニシリ」と呼ばれていたとされ、アイヌ語の「シケレベンベツ・エアネ・シリ（シケレベンベツ川（キハダの木のある川）・尖った・山）」が語源とされる。
登山道は存在しないため主に残雪期に登られる。国道241号から奥春別林道へ入ったあと分岐で奥春別支線林道へ進み途中で林道東側の尾根へ登って山頂を目指すのがメインルートである。